# Panoramabahn Kaiser Maximilian
Koordinaten: 47° 34′ 55,4″ N, 12° 10′ 9,9″ O
Die Panoramabahn Kaiser Maximilian ist ein Schrägaufzug in Kufstein, der vom Festungsneuhof in der Altstadt auf die Festung Kufstein führt und einen Höhenunterschied von etwa 90 m überwindet.

## Geschichte
Der Aufzug diente ursprünglich zum Transport von Munition und Geschützen. Die Panoramabahn wurde in den 1990er Jahren für touristische Zwecke wiedererrichtet.

## Sonstiges
Während der mittäglichen Heldenorgelkonzerte in der Festung pausiert die Bahn, um den Musikgenuss nicht zu stören.

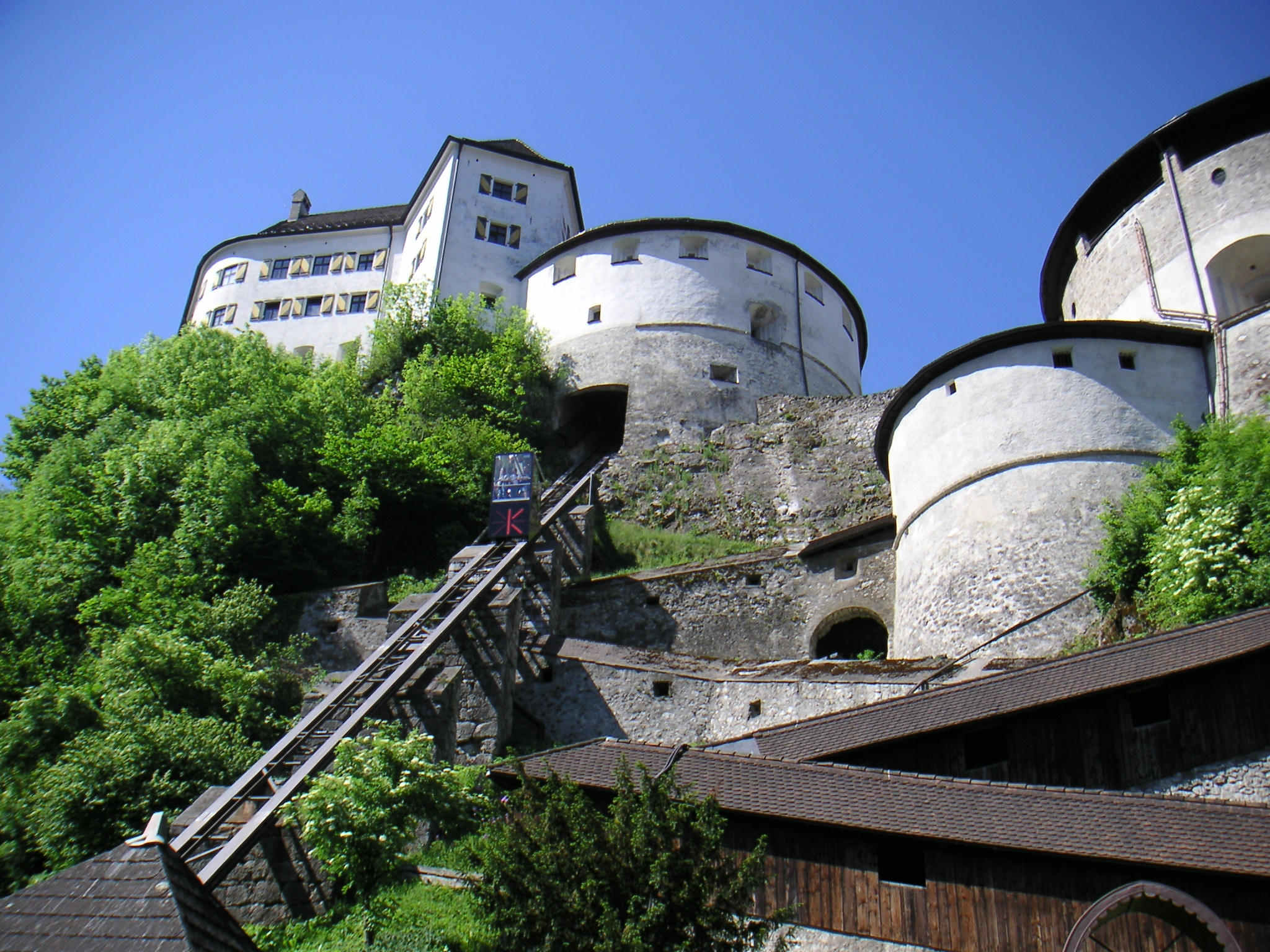
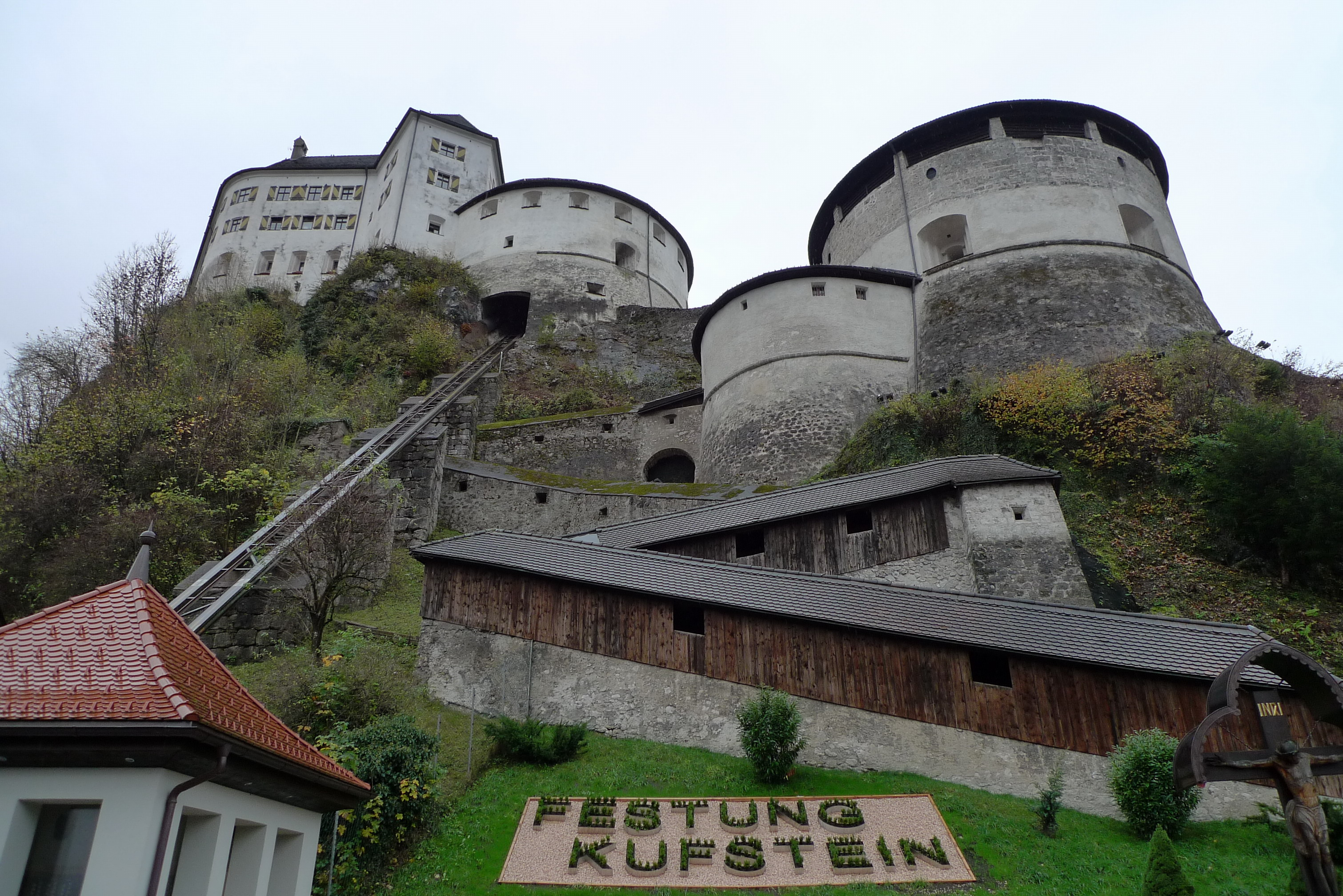